# Portefeuillemacher
Portefeuillemacher fertigten aus Leder Gegenstände für den täglichen Gebrauch an. Dabei wurde später Leder aus Kalbs- und Schafsfellen, imitiertes oder echtes Chagrinleder, anfangs echtes Saffian aus Bocks- und Ziegenfellen verarbeitet und zur Herstellung von Messer- und Scherenetuis, Briefbörsen und Geldbeutel, Akten- und Schreibmappen sowie Necessaires etc. verwendet. Der Portefeuiller fügte die vom Zuschneider nach Schnittmustern zugeschnittenen Lederteile zusammen und versah sie nötigenfalls mit Bügeln, Beschlägen, Schlössern und Futterstoffen. 